# Raj (województwo warmińsko-mazurskie)
Raj (niem. Paradies) – wieś w Polsce położona w województwie warmińsko-mazurskim, w powiecie ostródzkim, w gminie Morąg.
W latach 1975–1998 miejscowość administracyjnie należała do województwa olsztyńskiego.
Wieś wzmiankowana w dokumentach z roku 1372, jako wieś ziemiańska (później jako wieś czynszowa) na 9 włókach. Pierwotna nazwa wsi to Pardys. W czasie epidemii dżumy z lat 1709-1711 w okręgu morąsko-miłakowskim zmarło 860 osób. We wsi noszącej wówczas nazwę Stary Raj zmarli wszyscy mieszkańcy. Opustoszałe domostwa zniszczały a po wsi nie został ślad. Można sądzić, że wieś założono powtórnie na nowym miejscu (stąd nazwa "Stary Raj").
W roku 1782 we wsi odnotowano 16 domów (dymów), natomiast w 1858 w 26 gospodarstwach domowych było 196 mieszkańców. W latach 1937–39 było 217 mieszkańców. W roku 1973 wieś należała do powiatu morąskiego, gmina i poczta Morąg.